# Мусієнко Наталія Борисівна

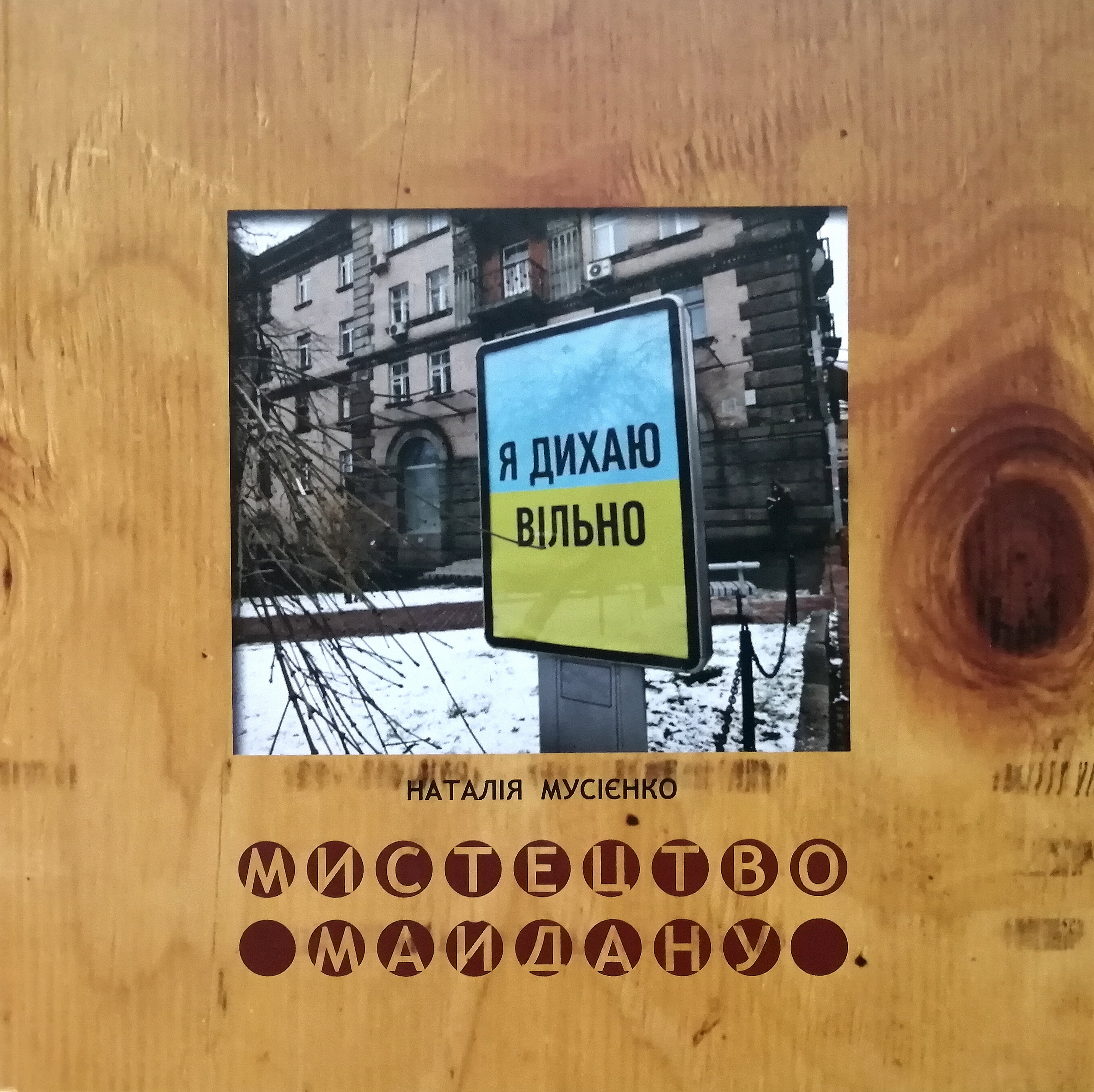
Обкладинка книги Н.Мусієнко
«Мистецтво Майдану». Київ, 2015

Мусієнко Наталія Борисівна — українська культурологиня, мистецтвознавиця, громадська діячка. Кандидатка філософських наук . Стипендіатка Програми Фулбрайта в Україні, голова благодійної організації «Українське Фулбрайтівське коло» (з 2018), Заслужена діячка мистецтв України (2018).

## Життєпис
Народилася в Києві в сім'ї науковців; батько — еколог Борис Адріанович Мусієнко (1937—1998), мати — кінознавиця, членкиня-кореспондентка НАМ України Оксана Мусієнко; бабуся — актриса Наталія Кандиба.. Закінчила філософський факультет Київського державного університету ім. Т. Г. Шевченка (1981) та аспірантуру аспірантуру Інституту мистецтвознавства, фольклористики та етнології ім. М. Т. Рильського НАН України. Була науковою співробітницею відділу теорії мистецтв цього інституту (1986–1996). З 1996 р. викладала в університеті Монреаля (Канада). З 2006 — співробітницяІнституту проблем сучасного мистецтва НАМУ, під керівництвом В. Сидоренка, Київ
Членкиня Національної Спілки кінематографістів України.
Бере активну участь у громадському русі за збереження культурної спадщини Києва.
Має дочку Оксану.

## Творчий шлях
1981 року закінчила філософський факультет Київського національного університету ім. Т. Г. Шевченка. Спеціалізувалася на кафедрі етики й естетики. Потім, з 1981 по 1983 викладала етику і естетику на кафедрі філософії Київського державного інституту культури. 1983 вступила до аспірантури відділу теорії мистецтва Інституту мистецтвознавства, фольклористики та етнології ім. М. Т. Рильського НАН України.
1986 р. захистила дисертацію на здобуття наукового ступеня кандидатки філософських наук в Інституті філософії НАН України на тему «Категорії народності та масовості у буржуазній естетиці: критичний аналіз». Залишилася працювати у відділі теорії мистецтва під керівництвом члена-кореспондента НАН України М. В. Гончаренка. Була молодшою науковою співробітницею, потім науковою співробітницею відділу.
У цей період вийшла перша книга (у співавторстві з О. Голуб і П. Яковенком) «Буржуазна масова культура: нові часи — старі проблеми» (К., Мистецтво 1988, російською).
Із середини 1990-х почала співпрацювати з Монреальським університетом, де проводила наукові дослідження і викладала курс «Пост-соціалістична культура: історія, сучасність, перспективи». Виступала з лекціями в таких канадських університетах, як Макгіл, Квебецький університет у Монреалі, університети Едмонтона, Шербрука, Оттави. Починає працювати над проблематикою мистецтва і політики, що друкується виданнями Канади, США, Бельгії, Великої Британії.
1995 вийшла друга книга «Світло далеких зірок» (К., 1995, у співавторстві з О. С. Мусієнко та В. Р. Слободян).
З 1999 по 2006 працювала директоркою з науки Інституту ліберального суспільства і продовжує дослідження в аспекті взаємодії мистецтва і політики.
Працювала над проблематикою мистецтва і політики, масового мистецтва, нових технологій у мистецтві. Особливий інтерес висловлювала до кінематографа протягом всієї кар'єри.
З серпня 2006 — наукова співробітниця, а з вересня 2008 року і донині — старша наукова співробітниця відділу культурних стратегій, інновацій та технологій ІПСМ АМУ.
Проходила наукове стажування в Інститут Кеннана у Вашинґтоні в квітні 2008 року і на Зальцбурзькому семінарі в жовтні 2007 року.
Стипендіатка Програми ім. Фулбрайта в Україні (2010-2011), а також Міжнародного наукового центру Вудро Вілсона (США).
Разом з іншими діячами культури підтримала Революцію гідності, у 2015 році опублікувала книгу Мистецтво Майдану, присвячену мистцям Євромайдану, перекладену на німецьку і англійську мови. Книга стала складовою частиною масштабного артпроєкту «Мистецтво Майдану», який з місією культурної дипломатії доносив правдиві свідчення про Революцію.

## Нагороди
- Заслужена діячка мистецтв України (2018)[9]
- Золота медаль Національної Академії мистецтв України (2016)

## Наукові праці
- Н.Мусіенко. Історія українського кіно: Погляд з ХХ1 століття // Кіно-Театр. — К., 2008. — № 4;
- Н.Мусіенко. Сергій Параджанов: Поезія світу речей // Образотворче мистецтво. — 2008. —№ 1;
- Н.Мусіенко. Кохання і анархія // Кіно-Театр. — К., 2008. — № 1;
- Н.Мусіенко. Кіно: погляд з королівської гори //Кіно-Театр. — К., 2006. — № 1
- Н.Мусіенко ."Мистецтво і політика" — К., 2002
- Н.Мусіенко. Політики минущі — митці вічні // Політика і культура. — 2000. — № 29;
- Н.Мусіенко. Параноїдальна віра — абсолютно фатальна для політика / Діалог з Юрієм Щербаком // Політика і культура. — 2000. — № 31.
- Н.Мусіенко. У мене мистецька душа. Діалог з В'ячеславом Чорноволом // Політика і культура. — 2000. — № 34.
- Наталія Мусієнко. Урбаністичні нарації Олени Голуб. Сучасне мистецтво. Науковий збірник Інституту проблем сучасного мистецтва НАМУ . Випуск Х, — К:. Фенікс, 2014, ст. 99-108, ISSN 2309-8813.
- Блер О. Рубл. Муза міського шаленства (передмова до укр. видання Н. Мусієнко, переклад О. Камишникової, О. Узлової). Як перформативні мистецтва парадоксальним чином перетворюють охоплені конфліктами міста на центри культурних новацій.  —К.: ArtHuss, 2021. ISBN 978-617-8025-03-8

## Монографії
- (рос.) Н. Мусіенко, П. Яковенко, О. Голуб .//Буржуазна масова культура: нові часи, старі проблеми. К.: Мистецтво, 1988. ISBN 5-7715-0037-2

- [Архівовано 24 січня 2021 у Wayback Machine.] Мусієнко Н. Мистецтво Майдану; худож. М. Лунів ; ред.: В. Алексанич, О. Прокопчук. — Київ: Майстер-принт, 2015. — 96 с. : іл.ISBN 978-617-7110-36-0